# Liste der Ministerien von Nauru

Wappen Naurus

Dieses ist die Liste der Ministerien von Nauru. Diverse Ministerien unterstehen gleichzeitig einem Minister. Zudem bilden einige staatliche Unternehmen ein Ministerium.

## Ministerien
(Stand Juli 2025)
1. Ministry for CENPAC Corporation
2. Ministry for Commerce and Foreign Investment
3. Ministry for Community & Youth
4. Ministry for Consumer Protection Authority
5. Ministry for Education
6. Ministry for Environmental Management & Agriculture
7. Ministry for Fisheries
8. Ministry for Foreign Affairs & Trade
9. Ministry for Health
10. Ministry for Information, Communication & Technology (ICT)
11. Ministry for Infrastructure Development
12. Ministry for Justice & Border Control
13. Ministry for Land Management
14. Ministry for Naoero Postal Services Corporation
15. Ministry for National Emergency Services
16. Ministry for National Heritage, Culture, Tourism and Naoero Museum
17. Ministry for Nauru Air Corporation
18. Ministry for Nauru Economic and Climate Resilience Citizenship
19. Ministry for Nauru Fibre Cable Corporation
20. Ministry for Nauru Media
21. Ministry for Nauru Phosphate Royalty Trust
22. Ministry for Nauru Police Force
23. Ministry for Nauru Port Authority
24. Ministry for Nauru Public Health
25. Ministry for Nauru Rehabilitation Corporation
26. Ministry for Nauru Seabed Minerals Authority
27. Ministry for Nauru Shipping Line
28. Ministry for Nauru Sports Development Inc
29. Ministry for Nauru Utilities Corporation
30. Ministry for People living with Disabilities
31. Ministry for Ronphos
32. Ministry for Sports
33. Ministry for Telecommunications
34. Ministry for Transport
35. Ministry for Women and Social Development Affairs

## Ehemalige Ministerien (Auswahl)
1. Ministry for Nauru Royalties Trust, Telecommunications and Nauru Utilities Corporation (Förderfonds, Telekommunikation und Staatsunternehmen)
2. Ministry Assisting the President, Finance & Sustainable Development and Justice (Präsidiales, Finanzen und nachhaltige Entwicklung und Justiz)
3. Ministry of Health, Transport, Sports and Fisheries (Gesundheit, Verkehrs, Sport und Fischerei)
4. Ministry of Commerce, Industry & Environment and Nauru Rehabilitation Corporation and Nauru Phosphate Corporation (Wirtschaft, Industrie, Umwelt und Wiederherstellung sowie Phosphatabbau)
5. Ministry of Education, Home Affairs and Land Management (Bildung, Inneres und Landverwaltung)
6. Ministry of Public Services, Foreign Affairs & Trade, Climate Change and Police and Emergency Services (Öffentlichen Dienst, Äußeres und Handel, Klimawandel sowie Polizei und Notfalldienste)